# Alfréd Haar

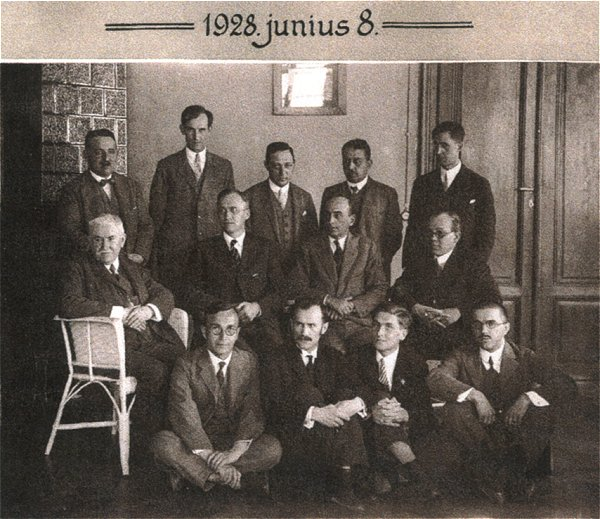
Università di Seghedino, 1928

Alfréd Haar (Budapest, 11 ottobre 1885 – Seghedino, 16 marzo 1933) è stato un matematico ungherese conosciuto per i contributi in analisi matematica e sui gruppi topologici.